# 托比亞斯·利維斯
托比亞斯·利維斯(Tobias Levels)（1986年11月22日—），荷蘭裔德國職業足球員，司職後衛，現時效力德國球會恩高斯達特。